# Château de Montfort (Saint-Sulpice)
Le château de Montfort est un ancien château fort, du XIVe siècle, centre de la seigneurie de Montfort, élevée en baronnie en 1563, dont les ruines se dressent sur la commune de Saint-Sulpice dans le département de la Savoie, en région Auvergne-Rhône-Alpes.

## Situation
Les vestiges du château de Montfort sont situés dans le département français de la Savoie sur la commune de Saint-Sulpice, sur un mamelon boisé au hameau de Montfort, dominant le ravin de Nant Bruyant.

## Histoire
Le château est entre les mains de la famille d'Herbeys, originaire de Chambéry, avec, en 1377, Jacques d'Herbeys et en 1414 Guigues d'Herbeys.
La famille de Montfort en est investi, en 1447, avec Jean de Montfort et ses frères. Il échoit, au XVe siècle, à Lambert Oddinet, chevalier de l'ordre de Saint-Maurice, bourgeois anobli de Chambéry.
En 1563, Louis Oddinet sera élevé au titre de baron de Montfort. Il passe par mariage à Georges de Mouxy et, en 1606, à Louis de Seyssel, marquis d'Aix.
En 1660, la baronnie passe au marquis de Coudrée. Ce dernier la cède à Joseph Arestan en 1702. À cette date le château est pratiquement ruiné et Arestan le vend, en 1744, à Louis Morand. Son fils, Claude-François-Alexandre Morand achètera le titre, cette même année, de baron de Montfort. Cette famille le gardera jusqu'à son extinction en 1879.

## Description
C'était un château quadrangulaire, dont il ne reste guère de traces. On y distingue l'emplacement d'un donjon carré de 7 × 7 mètres de côté, et les restes de tours rondes et semi-circulaire. Il en est de même des logis construit en petit appareillage ; quant aux terrasses elles sont recouvertes par la végétation.